# Joaquim Miranda
Joaquim Miranda (n. 7 septembrie 1950 - d. 17 iunie 2006), a fost un om politic portughez, membru al Parlamentului European în perioada 1999-2004 din partea Portugaliei. 
1. 1 2 3   https://www.facebook.com/carasdeportalegre/posts/joaquim-mirandadeputado-ao-parlamento-europeu-professornasceu-a-7-de-setembro-de/1651853315051014/?locale=pt_PT Lipsește sau este vid: |title= (ajutor)
2. ↑  Deputații în Parlamentul European